# Vinalines Queen
Die Vinalines Queen war ein vietnamesischer Massengutfrachter des Typs Mitsui 56 der in Hanoi sitzenden und staatseigenen Vietnam National Shipping Lines (Vinalines). Heimathafen war Hải Phòng. Im Dezember 2011 sank der Frachter in einem Sturm in den Westausläufern der Philippinensee.

## Technische Details
Das Schiff wurde 2005 in Japan bei Mitsui Engineering & Shipbuilding in Tamano gebaut. Es war 189,99 m lang und 32,26 m breit. Der Tiefgang betrug im Leerzustand etwa 6,85 m und bei voller Beladung 12,10 m, die Seitenhöhe betrug 17,90 m. Das Schiff war mit 31.247 BRZ vermessen und hatte eine Besatzung von 23 Mann. Eine Dieselmaschine MAN B&W 6S50MC-C6 ermöglichte dem Schiff eine Höchstgeschwindigkeit von etwa 15,4 kn (ca. 29 km/h), wobei jedoch aus Gründen der Sparsamkeit zumeist mit etwa 12 bis 13 kn gefahren wurde. Die Ölbunkermenge betrug knapp 2.500 Tonnen. Der Frachter verfügte über fünf Laderäume und vier Ladekräne, die maximal ein Gewicht von 30,5 Tonnen anheben konnten. Die hydraulisch betriebenen Lukendeckel von vier Laderäumen maßen jeweils knapp 400 Quadratmeter, der fünfte war mit etwa 330 Quadratmetern etwas kleiner dimensioniert. Die Tragfähigkeit wurde mit 56.040 tdw angegeben.

## Dienstzeit
Der Bauname des Schiffes war Medi Dublin. Es wurde für die Kairasu Shipping SA gebaut, die es kurz vor der Fertigstellung an die Lepta Shipping Company übertrug. Zunächst wurde die Medi Dublin bis 2006 von der Tokyoter Reederei Daiichi Chuo Marine Company betrieben, von 2006 bis 2009 fuhr sie für die Reederei Orchid Marine. Anfang August 2009 wurde der Frachter in Vinalines Queen umbenannt und am 8. September 2009 erwarb die Reederei Vinalines das Schiff. Die Vinalines Queen transportierte Massengut zwischen Indonesien, den Philippinen und der Volksrepublik China, wobei häufig die Häfen von Laizhou, Ningde und Tianjin in China sowie die Nickelerz-Häfen von Morowali in Indonesien und auf Palawan angelaufen wurden.

## Untergang derVinalines Queen
Das Schiff befand sich im Dezember 2011 mit einer Ladung von rund 54.450 Tonnen Nickelerz an Bord auf der Fahrt von Morowali (Indonesien) nach Ningde (Volksrepublik China), als es am 24. Dezember nordöstlich von Luzon in den westlichen Ausläufern der Philippinensee in einen Sturm geriet. Es wird angenommen, dass die Ladung aufgrund eines zu hohen Feuchtigkeitsgehaltes breiig geworden war und so infolge der Schiffsbewegungen verrutschte, was zur Schlagseite und schließlich einem Verlust der Stabilität des Schiffes führte. Am Morgen des 25. Dezember, etwa gegen 7.00 Uhr, setzte die Vinalines Queen einen Notruf ab, in welchem von 18 Grad Schlagseite nach Backbord berichtet wurde. Danach brach jeglicher Kontakt ab und das Schiff meldete sich nicht mehr. Ein automatisches Absetzen eines Notsignals im Falle des Sinkens fand nicht statt, weshalb ist bislang unklar. Insgesamt 13 Schiffe in der Nähe hatten auf den Notruf in den Morgenstunden reagiert und Hilfe angeboten, hatten aber keinen Sichtkontakt mehr zu dem Havaristen herstellen können.
Obwohl sofort mit einer großangelegten Suchoperation von Seiten der japanischen, der taiwanischen und der philippinischen Küstenwache begonnen wurde, konnte von dem Schiff keine Spur mehr gefunden werden. Zudem erschwerte das schlechte Wetter die Suche. Es wurde vermutet, dass die Vinalines Queen kurz nach 7.00 Uhr innerhalb weniger Minuten gekentert und gesunken sein musste. Zum vermuteten Zeitpunkt des Untergangs hatte in dem betreffenden Seegebiet etwa Windstärke 9 vorgeherrscht. Nach vier Tagen und einem erfolglosen Absuchen einer Fläche von rund 40.000 Quadratkilometern stellten die japanische und die philippinische Küstenwache ihre Suche mit Hubschraubern ein. Am 8. Januar 2012 brach die japanische Küstenwache die Suche schließlich vorerst ganz ab, gab aber zugleich an, zumindest nur so lange keine neuen Suchaktionen unternehmen zu wollen, so lange es keine neuen Informationen bezüglich des Schiffes oder potenzieller weiterer Überlebender geben würde. Außer einem Ölfilm, der allerdings auch einem anderen Schiff hätte zugeordnet werden können, hatten die Suchkräfte keine Spur der Vinalines Queen finden können. Der Frachter wurde mit der gesamten Besatzung als vermisst angesehen.

## Die Rettung des einzigen Überlebenden
Erst am 30. Dezember 2011 konnte der unter der Flagge der Marshallinseln fahrende britische Massengutfrachter London Courage einen einzelnen Überlebenden, den 31 Jahre alten Dau Ngoc Hung, aus dem Meer bergen. Er war, ausgerüstet mit einer Schwimmweste und Schutzkleidung, fünf Tage lang auf dem Meer getrieben, befand sich aber in einem relativ guten Zustand und konnte sich später von den Strapazen wieder erholen. Hung wurde fast 200 Seemeilen westlich vom vermuteten Untergangsort der Vinalines Queen entfernt aufgefunden. Später bestätigte er die Vermutungen über das schnelle Sinken. Obwohl bereits alle Besatzungsmitglieder Schwimmwesten getragen hätten und auf die Notlage vorbereitet waren, war es nur ihm gelungen, sich nach dem schnellen Kentern zu retten.

## Verbleib
Der Untergangsort der Vinalines Queen ist nicht genau bekannt, er liegt aber nordöstlich von Luzon, etwa 110 Seemeilen ostnordöstlich der Babuyan-Inseln. Da das Meer an dieser Stelle bis zu 5.000 m tief sein kann, hat eine Suche nach dem Wrack bisher nicht stattgefunden. Am 2. Januar 2012 informierte die Vietnam National Shipping Lines die britische Schifffahrtszeitung Lloyd’s List, dass man das Schiff endgültig für als in Verlust geraten ansehe. Insgesamt kamen beim Untergang 22 von 23 Besatzungsmitgliedern ums Leben. Laut dem stellvertretenden Generaldirektor der Vinalines lag die Versicherungssumme für das Schiff bei 27 Millionen US-Dollar.